# Brad Cathers
Brad Cathers est un homme politique yukonnais, canadien. Il est le député qui représente la circonscription électrorale de Lac Laberge à l'Assemblée législative du Yukon.

## Carrière politique
Brad a été élu pour la première fois à l'assemblée législative du territoire du Yukon à l'élection yukonnaise du 4 novembre 2002 et réélu à l'élection yukonnaise du 10 octobre 2006. Il a servi comme ministre de la santé et des services social et ministre responsable des travailleurs de la compensation de la santé du Yukon et sécurité administration du 12 décembre 2005 au 3 juillet 2008; comme ministre responsable de la corporation de la liqueur du Yukon et la commission de la lottery du Yukon du 3 juillet 2008 au 6 juillet 2009 et ministre de l'énergie, des mines et des ressources du 3 juillet au 28 août 2009. Il a aussi servi du leader parlementaire du gouvernement du 12 décembre 2005 au 28 août 2009.
Le vendredi 28 août 2009, Brad Cathers démissionne du cabinet et du caucus du gouvernement pour siège comme député indépendant sur des dossiers avec le 7e premier ministre Dennis Fentie,,.
Le mercredi 29 juin 2011, Brad retourne le Parti du Yukon.
Lors de l'élection yukonnaise du mardi 11 octobre 2011, il a été réélu député pour un troisième mandat du Lac-Laberge.
Il a été assermenté au cabinet à nouveau, du ministre de l'énergie, des Mines et des Ressources, ministre de la Société de développement du et de la Corporation de l'énergie du Yukon et leader parlementaire du gouvernement.

## Source
- (en) Cet article est partiellement ou en totalité issu de l’article de Wikipédia en anglais intitulé « Brad Cathers » (voir la liste des auteurs).